# Єлісєєв Сергій Станіславович
Єлісєєв Сергій Станіславович (рос. Елисеев Сергей Станиславович; *24 жовтня 1961) — радянський, український і російський воєначальник, віцеадмірал. Заступник командувача Балтійським флотом ВМФ Росії з 14 липня 2014 року і до сьогоднішнього часу. 26 лютого 2021 потрапив до санкційного списку на засіданні РНБО, та в березні позбавлений усіх державних і відомчих нагород та звань.

## Життєпис
Народився в Ногінську Московської області. У 1978-1983 рр. навчався на факультеті артилерійського і зенітно-ракетного озброєння Калінінградського вищого військово-морського училища за спеціальністю «озброєння кораблів». З 1983 р. до 1993 р. на різних посадах проходив службу на кораблях Тихоокеанського флоту.
Продовжив службу у військово-морських силах України. У 1999—2001 рр. служив як капітан 1-го рангу, був командиром десантного корабля «Костянтин Ольшанський». Служив на кораблях і в штабах ВМС України. У 2004 р. закінчив Національну академію оборони України.
У серпні 2010 р. призначений першим заступником командувача ВМС України, а в листопаді того ж року — начальником Севастопольського гарнізону. У 2011 р. очолював державну екзаменаційну комісію в Академії ВМС України імені П. С. Нахімова.
Був першим заступником спільних російсько-українських навчань «Фарватер миру» у 2011 р., а вже на наступних навчаннях Єлісєєв був їхнім керівником. У 2013 р. він знову був першим заступником на тих навчаннях. У 2011—2013 Єлісєєв був командувачем парадом з української сторони на урочистостях, присвячених Дню перемоги та Дню флоту в Севастополі.
Під час російської анексії українського Криму в 2014 р. Єлісєєв написав рапорт на військово-лікарську комісію з метою звільненням з українського військового флоту.
Перебіг на службу до ВМФ Росії, де в липні 2014 р. призначений заступником командувача Балтійського флоту РФ. Керує бойовим вишколом особового складу. У серпні 2014 р. Військова прокуратура України офіційно звинуватила Сергія Єлісєєва в порушенні військової присяги, державній зраді та дезертирстві. Його внесено в базу «Миротворець».
Є єдиним найвищим офіцером у командуванні Балтфлоту, який зберіг посаду після звільнення в 2016 р. за негативними мотивами командувача флоту РФ Віктора Кравчука і дальшої «чистки серед офіцерів» у штабі флоту РФ.

## Нагороди

### СРСР
- Ювілейна медаль «70 років Збройних Сил СРСР»;
- Медаль «За бездоганну службу» II ст. й III ст.;

### Росія
- Пам'ятний знак «230 років Чорноморському флоту Російської Федерації» (2013) — «за активну участь у підготовці та проведенні спільного Українсько-Російського навчання „Фарватер миру 2013“, показаний високий рівень теоретичної підготовки, морської, польової та льотної виучки.»[18]
- Медаль ордена «За заслуги перед Вітчизною» II ст.[19];
- Медаль «За участь у військовому параді в День Перемоги»
- Медаль «За участь в Головному військово-морському параді»

### Україна
- Орден Богдана Хмельницького (Україна) II ст. й III ст.[20][21] (позбавлений);
- Медалі Міністерства оборони України «Доблесть і честь», «10 років ЗС України», «15 років ЗС України», «Ветеран військової служби» (позбавлений)
- Знак генштабу України «Слава і честь»(позбавлений)

26 лютого 2021 року рішенням РНБО «Про застосування персональних спеціальних економічних та інших обмежувальних заходів (санкцій)» безстроково позбавлений державних нагород України, інших форм відзначення.

## Санкції
Єлісєєв Сергій доданий до санкційного списку різних країн.